# Nops sublaevis
Espèce
Nops sublaevis est une espèce d'araignées aranéomorphes de la famille des Caponiidae.

## Distribution
Cette espèce est endémique du Venezuela. Elle se rencontre dans les États d'Aragua et de Trujillo.

## Description
Nops sublaevis mesure de 5 à 6 mm.
Le mâle décrit par Sánchez-Ruiz et Brescovit en 2018  mesure 8,8 mm et la femelle 9,2 mm.

## Publication originale
- Simon, 1893 : Arachnides. Voyage de M. E. Simon au Venezuela (décembre 1887 - avril 1888). 21e Mémoire. Annales de la Société Entomologique de France, vol. 61, p. 423-462 (texte intégral).